# Flight International
Flight International (іноді коротко — Flight) — британський авіакосмічний щотижневий журнал, що видається з 1909 року. На цей час це найстаріший в світі видається журнал авіаційної тематики. Маючи глобальну команду журналістів і редакторів, журнал висвітлює всі аспекти авіакосмічної промисловості, авіаційного транспорту, цивільної та військової авіації, бізнес-авіації, космосу. Статті включають огляди авіаційної і космічної техніки, звіти про тестових польотах нової техніки, технічні звіти та аналітичні статті.
Видавець журналу — Reed Business Information Ltd, підрозділ Reed Elsevier. Конкуренти на ринку: Jane's Information Group і Aviation Week. Flightglobal.com — це вебсайт Flight International.
- This Week
- Air Transport
- Defence
- Business Aviation
- General Aviation
- Technology
- Spaceflight
- Business

- Comment
- Straight & Level
- Letters
- Classified
- Jobs
- Working Week
- Job of the Week

Features
У додавання до традиційного редакційним контенту, Flight International  також друкує оголошення від роботодавців авіаційної промисловості та авіакомпаній.